# Фридрих XV фон Шьонбург-Глаухау
Фридрих XV фон Шьонбург-Глаухау (на немски: Friedrich XV von Schoenburg-Glauchau; Friedrich XV von Schönburg-Glauchau-Waldenburg-Lichtenstein; * 1422; † 14 октомври 1480) е господар на Шьонбург-Глаухау-Валденбург-Лихтенщайн.

## Произход
Той е третият син на Фридрих XII фон Шьонбург-Глаухау († 16 юни 1426 убит в битката при Усти над Лабем (Аусиг) и съпругата му София фон Вербен-Майсен († сл. 3 юни 1435), дъщеря на Хайнрих I фон Хартенщайн, бургграф на Майсен († 1423), и Катерина фон Глайхен († 1408).

## Фамилия
Фридрих XV фон Шьонбург се жени пр. 7 април 1455 г. за Елизабет фон Гутенщайн/Елишка з Гутщейна (* 1438; † 1507), дъщеря на граф Буриан фон Гутенщайн († 1489) и Зигуна (Сидония) фон Ортенберг/Ортенбург, дъщеря на граф Хайнрих V фон Ортенбург († 1449). Те имат един син:
- Ернст I фон Шьонбург-Валденбург (* 1456; † 29 януари 1488), господар на Шьонбург-Валденбург-Хартенщайн-Лихтенщайн и Глаухау (1480 – 1488), женен на 4 май 1478 г. за графиня Анна фон Ринек (* 29 септември 1461; † 13 декември 1525).

Вдовицата му Елизабет фон Гутенщайн се омъжва ок. 1481 г. втори път за граф Каспар II фон Басано-Вайскирхен-Шлик-Пасаун († пр. 1516) и трети път пр. 1489 г. за Вилхелм II фон Ойленбург/фон Илебург († 1489).